# Asociación nacional de fútbol de la FIFA
Asociación Nacional de Fútbol (en National Association) es el término que utiliza la FIFA (Federación Internacional de Fútbol Asociación) para describir a una organización reconocida por esta, que represente a una nación independiente en su respectiva zona geográfica. El conjunto de asociaciones nacionales en una determinada área geográfica compone una confederación, y muchas confederaciones, a su vez, componen la FIFA.

## África
| País                            | Abrev. | Información                        | Confederación                    | Asociación nacional                                         | Competición(es) de liga                             | Competición(es) de copa                    | Supercopa nacional        |
| ------------------------------- | ------ | ---------------------------------- | -------------------------------- | ----------------------------------------------------------- | --------------------------------------------------- | ------------------------------------------ | ------------------------- |
| Argelia                         | ALG    | Resumen Selección nacional Equipos | Confederación Africana de Fútbol | Federación Argelina de Fútbol                               | Championnat National                                | Copa de Argelia                            | Supercopa de Argelia      |
| Angola                          | ANG    | Resumen Selección nacional Equipos | Confederación Africana de Fútbol | Federación Angoleña de Fútbol                               | Girabola                                            | Taça de Angola                             | SuperTaça                 |
| Benín                           | BEN    | Resumen Selección nacional Equipos | Confederación Africana de Fútbol | Federación Beninesa de Fútbol                               | Primera División                                    | Copa de Benín                              |                           |
| Botsuana                        | BOT    | Resumen Selección nacional Equipos | Confederación Africana de Fútbol | Asociación de Fútbol de Botsuana                            | Primera División                                    | Copa Desafío                               |                           |
| Burkina Faso                    | BFA    | Resumen Selección nacional Equipos | Confederación Africana de Fútbol | Federación Burkinesa de Fútbol                              | Primera División                                    | Copa de Burkina Faso                       | Supercopa de Burkina Faso |
| Burundi                         | BDI    | Resumen Selección nacional Equipos | Confederación Africana de Fútbol | Federación de Fútbol de Burundi                             | Primera División                                    | Copa de Burundi                            |                           |
| Camerún                         | CMR    | Resumen Selección nacional Equipos | Confederación Africana de Fútbol | Federación Camerunesa de Fútbol                             | MTN Elite One                                       | Copa de Camerún                            |                           |
| Cabo Verde                      | CPV    | Resumen Selección nacional Equipos | Confederación Africana de Fútbol | Federación Caboverdiana de Fútbol                           | Campeonato caboverdiano de fútbol                   | Copa Caboverdiana de Fútbol                |                           |
| Chad                            | CHA    | Resumen Selección nacional Equipos | Confederación Africana de Fútbol | Federación Chadiana de Fútbol                               | Primera División                                    | Copa de Chad                               |                           |
| Comoras                         | COM    | Resumen Selección nacional Equipos | Confederación Africana de Fútbol | Federación Comorense de Fútbol                              | Primera División                                    | Copa de las Comoras                        |                           |
| Congo                           | CGO    | Resumen Selección nacional Equipos | Confederación Africana de Fútbol | Federación Congoleña de Fútbol                              | Primera División                                    | Copa del Congo                             |                           |
| Costa de Marfil                 | CIV    | Resumen Selección nacional Equipos | Confederación Africana de Fútbol | Federación Marfileña de Fútbol                              | Ligue 1                                             | Copa de Costa de Marfil                    | Copa Houphouët-Boigny     |
| Egipto                          | EGY    | Resumen Selección nacional Equipos | Confederación Africana de Fútbol | Federación Egipcia de Fútbol                                | Primera División                                    | Copa de Egipto                             | Supercopa de Egipto       |
| Eritrea                         | ERI    | Resumen Selección nacional Equipos | Confederación Africana de Fútbol | Federación Eritrea de Fútbol                                | Primera División                                    |                                            |                           |
| Etiopía                         | ETH    | Resumen Selección nacional Equipos | Confederación Africana de Fútbol | Federación Etíope de Fútbol                                 | Primera División                                    | Copa etíope de fútbol                      | Supercopa etíope          |
| Gabón                           | GAB    | Resumen Selección nacional Equipos | Confederación Africana de Fútbol | Federación Gabonesa de Fútbol                               | Championnat National D1                             | Copa Interclubes de Gabón                  |                           |
| Gambia                          | GAM    | Resumen Selección nacional Equipos | Confederación Africana de Fútbol | Asociación de Fútbol de Gambia                              | Primera División                                    | Copa de fútbol de Gambia                   |                           |
| Ghana                           | GHA    | Resumen Selección nacional Equipos | Confederación Africana de Fútbol | Asociación de Fútbol de Ghana                               | Primera División                                    | Copa de Ghana                              |                           |
| Guinea                          | GUI    | Resumen Selección nacional Equipos | Confederación Africana de Fútbol | Federación Guineana de Fútbol                               | Campeonato Nacional de Guinea                       | Copa Nacional de Guinea                    |                           |
| Guinea Ecuatorial               | EQG    | Resumen Selección nacional Equipos | Confederación Africana de Fútbol | Federación Ecuatoguineana de Fútbol                         | Primera División                                    | Copa Ecuatoguineana                        |                           |
| Guinea-Bissau                   | GNB    | Resumen Selección nacional Equipos | Confederación Africana de Fútbol | Federación de Fútbol de Guinea-Bisáu                        | Campeonato Nacional de Guinea-Bisáu                 | Taça Nacional                              |                           |
| Kenia                           | KEN    | Resumen Selección nacional Equipos | Confederación Africana de Fútbol | Federación de Fútbol de Kenia                               | Primera División                                    | Copa de los Presidentes                    | Supercopa de Kenia        |
| Lesoto                          | LES    | Resumen Selección nacional Equipos | Confederación Africana de Fútbol | Asociación de Fútbol de Lesoto                              | Primera División                                    | Copa Independencia                         |                           |
| Liberia                         | LBR    | Resumen Selección nacional Equipos | Confederación Africana de Fútbol | Asociación de Fútbol de Liberia                             | Primera División                                    | Copa de Liberia                            |                           |
| Libia                           | LBY    | Resumen Selección nacional Equipos | Confederación Africana de Fútbol | Federación Libia de Fútbol                                  | Primera División                                    | Copa de Libia                              | Supercopa de Libia        |
| Madagascar                      | MAD    | Resumen Selección nacional Equipos | Confederación Africana de Fútbol | Federación Malgache de Fútbol                               | Campeonato malgache de fútbol                       | Copa de Madagascar                         | Supercopa de Madagascar   |
| Malaui                          | MWI    | Resumen Selección nacional Equipos | Confederación Africana de Fútbol | Asociación de Fútbol de Malaui                              | Primera División                                    | Copa de Malaui                             |                           |
| Malí                            | MLI    | Resumen Selección nacional Equipos | Confederación Africana de Fútbol | Federación Maliense de Fútbol                               | Primera División                                    | Copa de Malí                               |                           |
| Marruecos                       | MAR    | Resumen Selección nacional Equipos | Confederación Africana de Fútbol | Real Federación de Fútbol de Marruecos                      | Botola                                              | Copa del Trono                             |                           |
| Mauricio                        | MRI    | Resumen Selección nacional Equipos | Confederación Africana de Fútbol | Asociación de Fútbol de Mauricio                            | Primera División de las islas Mauricio              | Copa de Mauricio                           |                           |
| Mauritania                      | MTN    | Resumen Selección nacional Equipos | Confederación Africana de Fútbol | Federación de Fútbol de la República Islámica de Mauritania | Primera División                                    | Copa del Presidente de la República        |                           |
| Mozambique                      | MOZ    | Resumen Selección nacional Equipos | Confederación Africana de Fútbol | Federación Mozambiqueña de Fútbol                           | Moçambola                                           | Taça de Mozambique                         |                           |
| Namibia                         | NAM    | Resumen Selección nacional Equipos | Confederación Africana de Fútbol | Asociación de Fútbol de Namibia                             | Primera División                                    | Copa de la Asociación de Fútbol de Namibia |                           |
| Níger                           | NIG    | Resumen Selección nacional Equipos | Confederación Africana de Fútbol | Federación Nigerina de Fútbol                               | Primera División                                    | Copa de Níger                              |                           |
| Nigeria                         | NGA    | Resumen Selección nacional Equipos | Confederación Africana de Fútbol | Federación Nigeriana de Fútbol                              | Primera División                                    | Copa de Nigeria                            |                           |
| República Centroafricana        | CTA    | Resumen Selección nacional Equipos | Confederación Africana de Fútbol | Federación Centroafricana de Fútbol                         | Campeonato de fútbol de la República Centroafricana | Copa de la República Centroafricana        |                           |
| República Democrática del Congo | COD    | Resumen Selección nacional Equipos | Confederación Africana de Fútbol | Federación de Fútbol de la República Democrática del Congo  | Linafoot                                            | Copa de Congo                              |                           |
| Ruanda                          | RWA    | Resumen Selección nacional Equipos | Confederación Africana de Fútbol | Federación Ruandesa de Fútbol                               | Primera División                                    | Copa de Ruanda                             |                           |
| Santo Tomé y Príncipe           | STP    | Resumen Selección nacional Equipos | Confederación Africana de Fútbol | Federación Santotomense de Fútbol                           | Campeonato nacional de Santo Tomé y Príncipe        | Taça Nacional                              |                           |
| Senegal                         | SEN    | Resumen Selección nacional Equipos | Confederación Africana de Fútbol | Federación Senegalesa de Fútbol                             | Primera División                                    | Copa de Senegal                            |                           |
| Seychelles                      | SEY    | Resumen Selección nacional Equipos | Confederación Africana de Fútbol | Federación de Fútbol de Seychelles                          | Primera División                                    | Copa de Seychelles                         |                           |
| Sierra Leona                    | SLE    | Resumen Selección nacional Equipos | Confederación Africana de Fútbol | Asociación de Fútbol de Sierra Leona                        | Primera División                                    | Copa de Sierra Leona                       |                           |
| Somalia                         | SOM    | Resumen Selección nacional Equipos | Confederación Africana de Fútbol | Federación Somalí de Fútbol                                 | Primera División                                    | Copa de Somalia                            |                           |
| Suazilandia                     | SWZ    | Resumen Selección nacional Equipos | Confederación Africana de Fútbol | Asociación Nacional de Fútbol de Suazilandia                | Primera División                                    | Copa de Suazilandia                        | Supercopa de Suazilandia  |
| Sudáfrica                       | RSA    | Resumen Selección nacional Equipos | Confederación Africana de Fútbol | Asociación de Fútbol de Sudáfrica                           | Premier Soccer League                               | Nedbank Cup                                |                           |
| Sudán                           | SDN    | Resumen Selección nacional Equipos | Confederación Africana de Fútbol | Asociación de Fútbol de Sudán                               | Primera División                                    | Copa de Sudán                              |                           |
| Sudán del Sur                   | SSD    | Resumen Selección nacional Equipos | Confederación Africana de Fútbol | Asociación de Fútbol de Sudán del Sur                       | Campeonato de fútbol de Sudán del Sur               | Copa de Sudán del Sur                      |                           |
| Tanzania                        | TAN    | Resumen Selección nacional Equipos | Confederación Africana de Fútbol | Asociación de Fútbol de Tanzania                            | Primera División                                    | Copa Nyerere                               |                           |
| Togo                            | TOG    | Resumen Selección nacional Equipos | Confederación Africana de Fútbol | Federación Togolesa de Fútbol                               | Campeonato Nacional                                 | Copa de Togo                               |                           |
| Túnez                           | TUN    | Resumen Selección nacional Equipos | Confederación Africana de Fútbol | Federación Tunecina de Fútbol                               | Championnat de Ligue Profesionelle 1                | Copa de Túnez Copa de la Liga de Túnez     |                           |
| Uganda                          | UGA    | Resumen Selección nacional Equipos | Confederación Africana de Fútbol | Federación de Asociaciones de Fútbol de Uganda              | Superliga de Uganda                                 | Copa de Uganda                             |                           |
| Yibuti                          | DJI    | Resumen Selección nacional Equipos | Confederación Africana de Fútbol | Federación Yibutiana de Fútbol                              | Primera División                                    | Copa de Yibuti                             |                           |
| Zambia                          | ZAM    | Resumen Selección nacional Equipos | Confederación Africana de Fútbol | Asociación de Fútbol de Zambia                              | Primera División                                    | Copa de Zambia                             |                           |
| Zimbabue                        | ZIM    | Resumen Selección nacional Equipos | Confederación Africana de Fútbol | Asociación de Fútbol de Zimbabue                            | Primera División                                    | Copa de Zimbabue                           |                           |

## Asia
| País                   | Abrev. | Información                        | Confederación                    | Asociación nacional                                | Competición(es) de liga                                                                   | Competición(es) de copa                                    | Supercopa nacional               |
| ---------------------- | ------ | ---------------------------------- | -------------------------------- | -------------------------------------------------- | ----------------------------------------------------------------------------------------- | ---------------------------------------------------------- | -------------------------------- |
| Afganistán             | AFG    | Resumen Selección nacional Equipos | Confederación Asiática de Fútbol | Federación de Fútbol de Afganistán                 | Liga Premier de Afganistán (2012)                                                         |                                                            |                                  |
| Arabia Saudita         | KSA    | Resumen Selección nacional Equipos | Confederación Asiática de Fútbol | Federación de Fútbol de Arabia Saudita             | Primera División (1976)                                                                   | Copa del Príncipe de la Corona Saudí (1957)                |                                  |
| Australia              | AUS    | Resumen Selección nacional Equipos | Confederación Asiática de Fútbol | Football Australia                                 | A-League (2004)                                                                           | FFA Cup (2014)                                             |                                  |
| Bangladés              | BAN    | Resumen Selección nacional Equipos | Confederación Asiática de Fútbol | Federación de Fútbol de Bangladés                  | Liga de Fútbol de Bangladés (2007)                                                        | Copa Federación (1980)                                     | Supercopa de Bangladés (2009)    |
| Baréin                 | BHR    | Resumen Selección nacional Equipos | Confederación Asiática de Fútbol | Federación de Fútbol de Baréin                     | Liga Premier de Baréin (1952)                                                             | Copa del Rey de Baréin (1952)                              |                                  |
| Birmania               | MYA    | Resumen Selección nacional Equipos | Confederación Asiática de Fútbol | Federación de Fútbol de Birmania                   | Liga Nacional de Birmania (2009)                                                          | Copa de Birmania (2009)                                    |                                  |
| Brunéi                 | BRU    | Resumen Selección nacional Equipos | Confederación Asiática de Fútbol | Asociación de Fútbol de Brunei Darussalam          | Brunei Premier League (1985)                                                              | Copa FA de Brunéi (2002)                                   |                                  |
| Bután                  | BHU    | Resumen Selección nacional Equipos | Confederación Asiática de Fútbol | Federación de Fútbol de Bután                      | A-Division (2001)                                                                         |                                                            |                                  |
| Camboya                | CAM    | Resumen Selección nacional Equipos | Confederación Asiática de Fútbol | Federación de Fútbol de Camboya                    | Metfone C-League (1982)                                                                   |                                                            |                                  |
| Catar                  | QAT    | Resumen Selección nacional Equipos | Confederación Asiática de Fútbol | Federación de Fútbol de Catar                      | Liga de fútbol de Catar (1963)                                                            | Copa del Emir de Catar (1972)                              |                                  |
| China                  | CHN    | Resumen Selección nacional Equipos | Confederación Asiática de Fútbol | Asociación China de Fútbol                         | Super Liga China (2004)                                                                   | Copa de China (1995)                                       |                                  |
| China Taipéi           | TPE    | Resumen Selección nacional Equipos | Confederación Asiática de Fútbol | Asociación de Fútbol de China Taipéi               | Intercity Football League (1982)                                                          |                                                            |                                  |
| Corea del Norte        | PRK    | Resumen Selección nacional Equipos | Confederación Asiática de Fútbol | Asociación de Fútbol de Corea del Norte            | Liga de fútbol de Corea del Norte (1972)                                                  | Campeonato Republicano (1972)                              |                                  |
| Corea del Sur          | KOR    | Resumen Selección nacional Equipos | Confederación Asiática de Fútbol | Asociación de Fútbol de Corea                      | K League Classic (1983)                                                                   | Korean FA Cup (1996)                                       | Supercopa de Corea (1999)        |
| Emiratos Árabes Unidos | UAE    | Resumen Selección nacional Equipos | Confederación Asiática de Fútbol | Federación de Fútbol de los Emiratos Árabes Unidos | Liga Árabe del Golfo (1973)                                                               | Copa Presidente de EAU (1974)                              |                                  |
| Filipinas              | PHI    | Resumen Selección nacional Equipos | Confederación Asiática de Fútbol | Federación Filipina de Fútbol                      | United Football League Division 1 (2009)                                                  | United Football League Cup (2009)                          |                                  |
| Guam                   | GUM    | Resumen Selección nacional Equipos | Confederación Asiática de Fútbol | Asociación de fútbol de Guam                       | Liga de Fútbol de Guam (1990)                                                             |                                                            |                                  |
| Hong Kong              | HKG    | Resumen Selección nacional Equipos | Confederación Asiática de Fútbol | Asociación de fútbol de Hong Kong                  | Primera División (1908)                                                                   | Senior Shield (1896) Copa de la Liga (2000) Copa FA (1974) |                                  |
| India                  | IND    | Resumen Selección nacional Equipos | Confederación Asiática de Fútbol | Federación de Fútbol de la India                   | I-League (2007)                                                                           | Copa Federación (1977)                                     |                                  |
| Indonesia              | IDN    | Resumen Selección nacional Equipos | Confederación Asiática de Fútbol | Asociación de Fútbol de Indonesia                  | Primera División (2011) Super Liga (2008)                                                 | Piala Indonesia (2005)                                     | Supercopa de Indonesia (2009)    |
| Irak                   | IRQ    | Resumen Selección nacional Equipos | Confederación Asiática de Fútbol | Asociación de Fútbol de Irak                       | Liga Premier de Irak (1974)                                                               | Copa de Irak (1958)                                        |                                  |
| Irán                   | IRN    | Resumen Selección nacional Equipos | Confederación Asiática de Fútbol | Federación de Fútbol de Irán                       | Iran Pro League (1970)                                                                    | Copa Hazfi (1975)                                          | Supercopa de Irán (2005)         |
| Japón                  | JPN    | Resumen Selección nacional Equipos | Confederación Asiática de Fútbol | Asociación Japonesa de Fútbol                      | J. League Division 1 (1992)                                                               | Copa del Emperador (1921) Copa J. League (1992)            | Supercopa de Japón (1994)        |
| Jordania               | JOR    | Resumen Selección nacional Equipos | Confederación Asiática de Fútbol | Federación de Fútbol de Jordania                   | Primera División (1944)                                                                   | Copa de Jordania (1980)                                    | Supercopa de Jordania (1981)     |
| Kirguistán             | KGZ    | Resumen Selección nacional Equipos | Confederación Asiática de Fútbol | Federación de Fútbol de la República Kirguisa      | Liga de fútbol de Kirguistán (1992)                                                       | Copa de Kirguistán (1992)                                  |                                  |
| Kuwait                 | KUW    | Resumen Selección nacional Equipos | Confederación Asiática de Fútbol | Federación de Fútbol de Kuwait                     | Liga Premier de Kuwait (1962)                                                             | Copa del Emir (1962)                                       |                                  |
| Laos                   | LAO    | Resumen Selección nacional Equipos | Confederación Asiática de Fútbol | Federación de Fútbol de Laos                       | Liga de Fútbol de Laos (1990)                                                             |                                                            |                                  |
| Líbano                 | LIB    | Resumen Selección nacional Equipos | Confederación Asiática de Fútbol | Federación de Fútbol de Líbano                     | Primera División (1933)                                                                   | Copa del Líbano (1938)                                     | Supercopa del Líbano (1996)      |
| Macao                  | MAC    | Resumen Selección nacional Equipos | Confederación Asiática de Fútbol | Asociación de Fútbol de Macao                      | Campeonato de 1.ª División (1973)                                                         |                                                            |                                  |
| Malasia                | MAS    | Resumen Selección nacional Equipos | Confederación Asiática de Fútbol | Asociación de Fútbol de Malasia                    | Super Liga de Malasia (2004)                                                              | Copa de Malasia (1921)                                     | Piala Sumbangish (1985)          |
| Maldivas               | MDV    | Resumen Selección nacional Equipos | Confederación Asiática de Fútbol | Asociación de Fútbol de las Maldivas               | Dhivehi League (2000)                                                                     | Copa FA de Maldivas (1988)                                 |                                  |
| Mongolia               | MNG    | Resumen Selección nacional Equipos | Confederación Asiática de Fútbol | Federación de Fútbol de Mongolia                   | Niislel League (1974)                                                                     |                                                            |                                  |
| Nepal                  | NEP    | Resumen Selección nacional Equipos | Confederación Asiática de Fútbol | Federación de Fútbol de Nepal                      | Liga de Fútbol de Nepal (1954)                                                            |                                                            |                                  |
| Omán                   | OMA    | Resumen Selección nacional Equipos | Confederación Asiática de Fútbol | Federación de Fútbol de Omán                       | Liga Omaní de Fútbol (1976)                                                               | Copa del Sultán Qabus (1972)                               |                                  |
| Pakistán               | PAK    | Resumen Selección nacional Equipos | Confederación Asiática de Fútbol | Federación de Fútbol de Pakistán                   | Liga Premier de Pakistán (2004)                                                           | Copa de Pakistán (1979)                                    |                                  |
| Palestina              | PLE    | Resumen Selección nacional Equipos | Confederación Asiática de Fútbol | Federación de Fútbol de Palestina                  | Liga de Fútbol de la Franja de Gaza (1984) Liga de Primera División de Cisjordania (1977) | Copa de Palestina (2009)                                   |                                  |
| Singapur               | SIN    | Resumen Selección nacional Equipos | Confederación Asiática de Fútbol | Asociación de Fútbol de Singapur                   | S. League (1996)                                                                          | Copa de Singapur (1998)                                    |                                  |
| Siria                  | SYR    | Resumen Selección nacional Equipos | Confederación Asiática de Fútbol | Federación de Fútbol de Siria                      | Liga Premier de Siria (1966)                                                              | Copa de Siria (1959)                                       |                                  |
| Sri Lanka              | SRI    | Resumen Selección nacional Equipos | Confederación Asiática de Fútbol | Federación de Fútbol de Sri Lanka                  | Liga Premier de Sri Lanka (1985)                                                          | Copa FA de Sri Lanka (1948)                                |                                  |
| Tailandia              | THA    | Resumen Selección nacional Equipos | Confederación Asiática de Fútbol | Asociación de Fútbol de Tailandia                  | Liga Premier de Tailandia (1996)                                                          | Copa de Tailandia (1980) Copa de la Reina (1970)           | Kor Royal Cup (1916)             |
| Tayikistán             | TJK    | Resumen Selección nacional Equipos | Confederación Asiática de Fútbol | Federación Nacional de Fútbol de Tayikistán        | Liga de fútbol de Tayikistán (1992)                                                       | Copa de Tayikistán (1938)                                  |                                  |
| Timor Oriental         | TLS    | Resumen Selección nacional Equipos | Confederación Asiática de Fútbol | Federación de Fútbol de Timor Oriental             | Super Liga Timorense (2004)                                                               |                                                            |                                  |
| Turkmenistán           | TKM    | Resumen Selección nacional Equipos | Confederación Asiática de Fútbol | Federación de Fútbol de Turkmenistán               | Ýokary Liga (1992)                                                                        | Copa de Turkmenistán (1993)                                | Supercopa de Turkmenistán (2005) |
| Uzbekistán             | UZB    | Resumen Selección nacional Equipos | Confederación Asiática de Fútbol | Federación de Fútbol de Uzbekistán                 | Liga de fútbol de Uzbekistán (1992)                                                       | Copa de Uzbekistán (1992)                                  |                                  |
| Vietnam                | VIE    | Resumen Selección nacional Equipos | Confederación Asiática de Fútbol | Federación de Fútbol de Vietnam                    | V-League (1980)                                                                           | Copa de Vietnam (1992)                                     | Supercopa de Vietnam (1999)      |
| Yemen                  | YEM    | Resumen Selección nacional Equipos | Confederación Asiática de Fútbol | Federación de Fútbol de Yemen                      | Liga Yemení (1990)                                                                        | Copa Presidente de Yemen (1995)                            | Supercopa de Yemen (2007)        |

## Europa
| País                 | Abrev. | Información                        | Confederación                            | Asociación nacional                                | Competición(es) de liga                               | Competición(es) de copa                                      | Supercopa nacional                            |
| -------------------- | ------ | ---------------------------------- | ---------------------------------------- | -------------------------------------------------- | ----------------------------------------------------- | ------------------------------------------------------------ | --------------------------------------------- |
| Albania              | ALB    | Resumen Selección nacional Equipos | Unión de Asociaciones de Fútbol Europeas | Federación Albanesa de Fútbol                      | Kategoria Superiore (1930)                            | Copa de Albania (1939)                                       | Supercopa de Albania (1989)                   |
| Alemania             | GER    | Resumen Selección nacional Equipos | Unión de Asociaciones de Fútbol Europeas | Federación Alemana de Fútbol                       | Bundesliga (1963)                                     | Copa de Alemania (1935)                                      | Supercopa de Alemania                         |
| Andorra              | AND    | Resumen Selección nacional Equipos | Unión de Asociaciones de Fútbol Europeas | Federación Andorrana de Fútbol                     | Primera Divisió (1995)                                | Copa Constitució (1990)                                      | Supercopa andorrana (2003)                    |
| Armenia              | ARM    | Resumen Selección nacional Equipos | Unión de Asociaciones de Fútbol Europeas | Federación de Fútbol de Armenia                    | Liga Premier (1992)                                   | Copa de Armenia (1992)                                       | Supercopa de Armenia (1996)                   |
| Austria              | AUT    | Resumen Selección nacional Equipos | Unión de Asociaciones de Fútbol Europeas | Federación Austríaca de Fútbol                     | Österreichische Fußball-Bundesliga (1911)             | ÖFB Pokal (1919)                                             | Supercopa de Austria (1986-2004)              |
| Azerbaiyán           | AZE    | Resumen Selección nacional Equipos | Unión de Asociaciones de Fútbol Europeas | Asociación de Federaciones de Fútbol de Azerbaiyán | Azərbaycan Premyer Liqası (1992)                      | Azərbaycan Kuboku (1992)                                     | Supercopa de Azerbaiyán (1993-1995, 2013)     |
| Bélgica              | BEL    | Resumen Selección nacional Equipos | Unión de Asociaciones de Fútbol Europeas | Real Federación Belga de Fútbol                    | Jupiler Pro League (1895)                             | Copa de Bélgica (1911)                                       | Supercopa de Bélgica (1979)                   |
| Bielorrusia          | BLR    | Resumen Selección nacional Equipos | Unión de Asociaciones de Fútbol Europeas | Federación de Fútbol de Bielorrusia                | Vysheyshaya Liga (1992)                               | Copa de Bielorrusia (1992)                                   | Supercopa de Bielorrusia (2010)               |
| Bosnia y Herzegovina | BIH    | Resumen Selección nacional Equipos | Unión de Asociaciones de Fútbol Europeas | Federación de Fútbol de Bosnia y Herzegovina       | Premijer Liga (1998)                                  | Copa de Bosnia y Herzegovina (1995)                          | Supercopa de Bosnia y Herzegovina (1997-2001) |
| Bulgaria             | BUL    | Resumen Selección nacional Equipos | Unión de Asociaciones de Fútbol Europeas | Unión de Fútbol de Bulgaria                        | Liga Profesional de Bulgaria (1948)                   | Copa de Bulgaria (1981)                                      | Supercopa de Bulgaria (1989)                  |
| Chipre               | CYP    | Resumen Selección nacional Equipos | Unión de Asociaciones de Fútbol Europeas | Asociación de Fútbol de Chipre                     | Primera División de Chipre (1934)                     | Copa de Chipre (1935)                                        | Supercopa de Chipre (1951)                    |
| Croacia              | CRO    | Resumen Selección nacional Equipos | Unión de Asociaciones de Fútbol Europeas | Federación Croata de Fútbol                        | Prva HNL (1941)                                       | Copa de Croacia (1941)                                       | Supercopa de Croacia (1992)                   |
| Dinamarca            | DEN    | Resumen Selección nacional Equipos | Unión de Asociaciones de Fútbol Europeas | Unión Danesa de Fútbol                             | Superligaen (1913)                                    | Copa de Dinamarca (1955)                                     | Supercopa de Dinamarca (1994-2004)            |
| Escocia              | SCO    | Resumen Selección nacional Equipos | Unión de Asociaciones de Fútbol Europeas | Asociación Escocesa de Fútbol                      | Premier League (1998) Scottish Football League (1890) | Copa de Escocia (1873) Copa de la Liga de Escocia (1946)     |                                               |
| Eslovaquia           | SVK    | Resumen Selección nacional Equipos | Unión de Asociaciones de Fútbol Europeas | Federación Eslovaca de Fútbol                      | Corgoň Liga (1993/1939)                               | Copa de Eslovaquia (1993)                                    | Supercopa de Eslovaquia (1993)                |
| Eslovenia            | SVN    | Resumen Selección nacional Equipos | Unión de Asociaciones de Fútbol Europeas | Federación Eslovena de Fútbol                      | Prva Liga (1991)                                      | Copa de Eslovenia (1991)                                     | Supercopa de Eslovenia (1995)                 |
| España               | ESP    | Resumen Selección nacional Equipos | Unión de Asociaciones de Fútbol Europeas | Real Federación Española de Fútbol                 | Primera División de España (1928)                     | Copa del Rey (1902)                                          | Supercopa de España (1940)                    |
| Estonia              | EST    | Resumen Selección nacional Equipos | Unión de Asociaciones de Fútbol Europeas | Asociación Estonia de Fútbol                       | Meistriliiga (1992)                                   | Copa de Estonia (1938)                                       | Supercopa de Estonia (1996)                   |
| Finlandia            | FIN    | Resumen Selección nacional Equipos | Unión de Asociaciones de Fútbol Europeas | Federación de Fútbol de Finlandia                  | Veikkausliiga (1908)                                  | Copa de Finlandia (1955) Copa de la Liga de Finlandia (1994) |                                               |
| Francia              | FRA    | Resumen Selección nacional Equipos | Unión de Asociaciones de Fútbol Europeas | Federación Francesa de Fútbol                      | Ligue 1 (1894)                                        | Copa de Francia (1918) Copa de la Liga de Francia (1982)     | Trofeo de los Campeones                       |
| Gales                | WAL    | Resumen Selección nacional Equipos | Unión de Asociaciones de Fútbol Europeas | Asociación de Fútbol de Gales                      | Premier League de Gales (1992)                        | Copa de Gales (1877) FAW Premier Cup (1992)                  |                                               |
| Georgia              | GEO    | Resumen Selección nacional Equipos | Unión de Asociaciones de Fútbol Europeas | Federación Georgiana de Fútbol                     | Umaglesi Liga (1927)                                  | Copa de Georgia (1944)                                       | Supercopa de Georgia (1996)                   |
| Gibraltar            | GIB    | Resumen Selección nacional Equipos | Unión de Asociaciones de Fútbol Europeas | Asociación de Fútbol de Gibraltar                  | Gibraltar Football League (1895)                      | Copa de la Roca (1895)                                       | Copa Pepe Reyes                               |
| Grecia               | GRE    | Resumen Selección nacional Equipos | Unión de Asociaciones de Fútbol Europeas | Federación Helénica de Fútbol                      | Super Liga de Grecia (1927)                           | Copa de Grecia (1932)                                        | Supercopa de Grecia (1987-1996)               |
| Hungría              | HUN    | Resumen Selección nacional Equipos | Unión de Asociaciones de Fútbol Europeas | Federación Húngara de Fútbol                       | Nemzeti Bajnokság I (1901)                            | Copa de Hungría (1910)                                       | Supercopa de Hungría (1992)                   |
| Inglaterra           | ENG    | Resumen Selección nacional Equipos | Unión de Asociaciones de Fútbol Europeas | La Asociación del Fútbol                           | Premier League (1992)                                 | FA Cup (1871)                                                | Community Shield (1908)                       |
| Irlanda              | IRL    | Resumen Selección nacional Equipos | Unión de Asociaciones de Fútbol Europeas | Asociación de Fútbol de Irlanda                    | Primera División de la Liga de Irlanda (1921)         | Copa de Irlanda (1921) Copa de la Liga de Irlanda (1973)     | FAI Super Cup (1998-2000)                     |
| Irlanda del Norte    | NIR    | Resumen Selección nacional Equipos | Unión de Asociaciones de Fútbol Europeas | Asociación Irlandesa de Fútbol                     | NIFL Premiership (1890)                               | Copa Irlandesa (1880)                                        | Irish FA Charity Shield (1992-2000)           |
| Islandia             | ISL    | Resumen Selección nacional Equipos | Unión de Asociaciones de Fútbol Europeas | Federación de Fútbol de Islandia                   | Úrvalsdeild Karla (1912)                              | Copa de Islandia (1960) Copa de la Liga de Islandia (1996)   | Supercopa de Islandia (1969)                  |
| Islas Feroe          | FRO    | Resumen Selección nacional Equipos | Unión de Asociaciones de Fútbol Europeas | Federación de Fútbol de las Islas Feroe            | Effodeildin (1941)                                    | Copa de Islas Feroe (1955)                                   | Supercopa de las Islas Feroe (2007)           |
| Israel               | ISR    | Resumen Selección nacional Equipos | Unión de Asociaciones de Fútbol Europeas | Asociación de Fútbol de Israel                     | Ligat ha'Al (1999)                                    | Copa de Israel (1927) Copa Toto (1982)                       | Supercopa de Israel (1956-1990)               |
| Italia               | ITA    | Resumen Selección nacional Equipos | Unión de Asociaciones de Fútbol Europeas | Federación Italiana de Fútbol                      | Serie A (1898)                                        | Copa Italia (1921)                                           | Supercopa de Italia (1988)                    |
| Kazajistán           | KAZ    | Resumen Selección nacional Equipos | Unión de Asociaciones de Fútbol Europeas | Unión de Fútbol de Kazajistán                      | Liga Premier (1992)                                   | Copa de Kazajistán (1992)                                    | Supercopa de Kazajistán (2008)                |
| Letonia              | LVA    | Resumen Selección nacional Equipos | Unión de Asociaciones de Fútbol Europeas | Federación Letona de Fútbol                        | Virsliga (1927)                                       | Copa de Letonia (1937)                                       | Supercopa de Letonia (2013)                   |
| Liechtenstein        | LIE    | Resumen Selección nacional Equipos | Unión de Asociaciones de Fútbol Europeas | Asociación de Fútbol de Liechtenstein              | No se disputa                                         | Copa de Liechtenstein (1946)                                 |                                               |
| Lituania             | LTU    | Resumen Selección nacional Equipos | Unión de Asociaciones de Fútbol Europeas | Federación Lituana de Fútbol                       | A Lyga (1922)                                         | Copa de Lituania (1990)                                      | Supercopa de Lituania (1995)                  |
| Luxemburgo           | LUX    | Resumen Selección nacional Equipos | Unión de Asociaciones de Fútbol Europeas | Federación Luxemburguesa de Fútbol                 | División Nacional (1910)                              | Copa de Luxemburgo (1922)                                    |                                               |
| Macedonia del Norte  | MKD    | Resumen Selección nacional Equipos | Unión de Asociaciones de Fútbol Europeas | Federación de Fútbol de Macedonia del Norte        | Primera División de Macedonia del Norte (1992)        | Copa de Macedonia del Norte (1992)                           | Supercopa de Macedonia del Norte (2011)       |
| Malta                | MLT    | Resumen Selección nacional Equipos | Unión de Asociaciones de Fútbol Europeas | Asociación de Fútbol de Malta                      | Premier League (1909)                                 | Copa Maltesa (1934)                                          | Supercopa de Malta (1985)                     |
| Moldavia             | MDA    | Resumen Selección nacional Equipos | Unión de Asociaciones de Fútbol Europeas | Federación Moldava de Fútbol                       | Divizia Națională (1992)                              | Copa de Moldavia (1991)                                      | Supercupa Moldovei (2003)                     |
| Montenegro           | MNE    | Resumen Selección nacional Equipos | Unión de Asociaciones de Fútbol Europeas | Federación de Fútbol de Montenegro                 | Primera División (2006)                               | Copa de Montenegro (2006)                                    |                                               |
| Noruega              | NOR    | Resumen Selección nacional Equipos | Unión de Asociaciones de Fútbol Europeas | Federación Noruega de Fútbol                       | Tippeligaen (1961)                                    | Copa de Noruega (1902)                                       | Superfinalen (2009-2010)                      |
| Países Bajos         | NED    | Resumen Selección nacional Equipos | Unión de Asociaciones de Fútbol Europeas | Real Federación de Fútbol de los Países Bajos      | Eredivisie (1956)                                     | Copa de los Países Bajos (1898)                              | Johan Cruijff-schaal (1991)                   |
| Polonia              | POL    | Resumen Selección nacional Equipos | Unión de Asociaciones de Fútbol Europeas | Asociación Polaca de Fútbol                        | Ekstraklasa (1927)                                    | Copa de Polonia (1951)                                       | Supercopa de Polonia (1983)                   |
| Portugal             | POR    | Resumen Selección nacional Equipos | Unión de Asociaciones de Fútbol Europeas | Federación Portuguesa de Fútbol                    | Primeira Liga (1934)                                  | Copa de Portugal (1921) Copa de la Liga de Portugal (2008)   | Supercopa Cândido de Oliveira (1979)          |
| República Checa      | CZE    | Resumen Selección nacional Equipos | Unión de Asociaciones de Fútbol Europeas | Federación de Fútbol de la República Checa         | Gambrinus Liga (1993)                                 | Copa de la República Checa (1993)                            | Supercopa de la República Checa (2008)        |
| Rumanía              | ROU    | Resumen Selección nacional Equipos | Unión de Asociaciones de Fútbol Europeas | Federación Rumana de Fútbol                        | Liga I (1909)                                         | Copa de Rumania (1933)                                       | Supercopa de Rumanía (1994)                   |
| Rusia                | RUS    | Resumen Selección nacional Equipos | Unión de Asociaciones de Fútbol Europeas | Unión del Fútbol de Rusia                          | Liga Premier de Rusia (2001)                          | Copa de Rusia(1992)                                          | Supercopa de Rusia (2003)                     |
| San Marino           | SMR    | Resumen Selección nacional Equipos | Unión de Asociaciones de Fútbol Europeas | Federación Sanmarinense de Fútbol                  | Campeonato sanmarinense de fútbol (1985)              | Copa Titano (1937)                                           | Trofeo Federal de San Marino (1986)           |
| Serbia               | SRB    | Resumen Selección nacional Equipos | Unión de Asociaciones de Fútbol Europeas | Asociación de Fútbol de Serbia                     | SuperLiga Serbia (1993)                               | Copa de Serbia (1993/1946)                                   |                                               |
| Suecia               | SWE    | Resumen Selección nacional Equipos | Unión de Asociaciones de Fútbol Europeas | Asociación Sueca de Fútbol                         | Allsvenskan (1924)                                    | Copa de Suecia (1941)                                        | Supercopa de Suecia (2007)                    |
| Suiza                | SUI    | Resumen Selección nacional Equipos | Unión de Asociaciones de Fútbol Europeas | Asociación Suiza de Fútbol                         | Super Liga Suiza (1931)                               | Copa Suiza (1925)                                            | Supercopa de Suiza (1986-1990)                |
| Turquía              | TUR    | Resumen Selección nacional Equipos | Unión de Asociaciones de Fútbol Europeas | Federación Turca de Fútbol                         | Süper Lig (1959)                                      | Copa de Turquía (1962)                                       | Supercopa de Turquía (2006)                   |
| Ucrania              | UKR    | Resumen Selección nacional Equipos | Unión de Asociaciones de Fútbol Europeas | Federación de Fútbol de Ucrania                    | Liga Premier de Ucrania (1992)                        | Copa de Ucrania (1992)                                       | Supercopa de Ucrania (2004)                   |

## Sudamérica
| País      | Abrev. | Información                        | Confederación                        | Asociación nacional               | Competición(es) de liga                | Competición(es) de copa | Supercopa nacional            |
| --------- | ------ | ---------------------------------- | ------------------------------------ | --------------------------------- | -------------------------------------- | ----------------------- | ----------------------------- |
| Argentina | ARG    | Resumen Selección nacional Equipos | Confederación Sudamericana de Fútbol | Asociación del Fútbol Argentino   | Primera División de Argentina (1891)   | Copa Argentina (1969)   | Supercopa Argentina (2012)    |
| Bolivia   | BOL    | Resumen Selección nacional Equipos | Confederación Sudamericana de Fútbol | Federación Boliviana de Fútbol    | Primera División de Bolivia (1958)     |                         |                               |
| Brasil    | BRA    | Resumen Selección nacional Equipos | Confederación Sudamericana de Fútbol | Confederación Brasileña de Fútbol | Campeonato Brasileño de Serie A (1959) | Copa de Brasil (1989)   |                               |
| Chile     | CHI    | Resumen Selección nacional Equipos | Confederación Sudamericana de Fútbol | Federación de Fútbol de Chile     | Primera División de Chile (1933)       | Copa Chile (1933)       | Supercopa de Chile (2013)     |
| Colombia  | COL    | Resumen Selección nacional Equipos | Confederación Sudamericana de Fútbol | Federación Colombiana de Fútbol   | Categoría Primera A (1948)             | Copa Colombia (2008)    | Superliga de Colombia (2012)  |
| Ecuador   | ECU    | Resumen Selección nacional Equipos | Confederación Sudamericana de Fútbol | Federación Ecuatoriana de Fútbol  | Serie A de Ecuador (1957)              |                         |                               |
| Paraguay  | PAR    | Resumen Selección nacional Equipos | Confederación Sudamericana de Fútbol | Asociación Paraguaya de Fútbol    | Primera División de Paraguay (1935)    |                         |                               |
| Perú      | PER    | Resumen Selección nacional Equipos | Confederación Sudamericana de Fútbol | Federación Peruana de Fútbol      | Primera División del Perú (1951)       |                         |                               |
| Uruguay   | URU    | Resumen Selección nacional Equipos | Confederación Sudamericana de Fútbol | Asociación Uruguaya de Fútbol     | Primera División de Uruguay (1932)     |                         |                               |
| Venezuela | VEN    | Resumen Selección nacional Equipos | Confederación Sudamericana de Fútbol | Federación Venezolana de Fútbol   | Primera División de Venezuela (1957)   | Copa Venezuela (1959)   | Supercopa de Venezuela (2015) |

## Norteamérica, Centroamérica y Caribe
| País                           | Abrev. | Información                        | Confederación                                               | Asociación nacional                                        | Competición(es) de liga | Competición(es) de copa                                                                        | Supercopa nacional                  |
| ------------------------------ | ------ | ---------------------------------- | ----------------------------------------------------------- | ---------------------------------------------------------- | --- | ---------------------------------------------------------------------------------------------- | ----------------------------------- |
| Anguila                        |        | Resumen Selección nacional Equipos | Confederación de Fútbol de Norte, Centroamérica y el Caribe | Asociación de Fútbol de Anguila                            | Liga de Fútbol de Anguila (1997)                                                                                               |                                                                                                |                                     |
| Antigua y Barbuda              |        | Resumen Selección nacional Equipos | Confederación de Fútbol de Norte, Centroamérica y el Caribe | Asociación de Fútbol de Antigua y Barbuda                  | Primera División (1968) | Copa FA de Antigua y Barbuda (2004)                                                            |                                     |
| Aruba                          | ARU    | Resumen Selección nacional Equipos | Confederación de Fútbol de Norte, Centroamérica y el Caribe | Federación de Fútbol de Aruba                              | Division di Honor (1960) | Torneo Copa Betico Croes (2004)                                                                |                                     |
| Bahamas                        | BAH    | Resumen Selección nacional Equipos | Confederación de Fútbol de Norte, Centroamérica y el Caribe | Asociación de Fútbol de las Bahamas                        | Liga BFA (1991) | Grand Bahama FA Cup (1995-2004) New Providence FA Cup (1999) Copa Presidente de Bahamas (1999) |                                     |
| Barbados                       | BRB    | Resumen Selección nacional Equipos | Confederación de Fútbol de Norte, Centroamérica y el Caribe | Asociación de Fútbol de Barbados                           | Primera División (1947) | FA Cup (1910)                                                                                  |                                     |
| Belice                         | BLZ    | Resumen Selección nacional Equipos | Confederación de Fútbol de Norte, Centroamérica y el Caribe | Federación de Fútbol de Belice                             | Liga Premier (1992) |                                                                                                |                                     |
| Bermudas                       | BER    | Resumen Selección nacional Equipos | Confederación de Fútbol de Norte, Centroamérica y el Caribe | Asociación de Fútbol de Bermudas                           | Liga Premier de Bermudas (1967)                                                                                                |                                                                                                |                                     |
| Canadá                         | CAN    | Resumen Selección nacional Equipos | Confederación de Fútbol de Norte, Centroamérica y el Caribe | Asociación Canadiense de Fútbol                            | Major League Soccer (2007) | Campeonato Canadiense de Fútbol (2008) Open Canada Cup (1998-2007)                             |                                     |
| Costa Rica                     | CRC    | Resumen Selección nacional Equipos | Confederación de Fútbol de Norte, Centroamérica y el Caribe | Federación Costarricense de Fútbol                         | Primera División (1921) |                                                                                                |                                     |
| Cuba                           | CUB    | Resumen Selección nacional Equipos | Confederación de Fútbol de Norte, Centroamérica y el Caribe | Asociación de Fútbol de Cuba                               | Campeonato Nacional (1912) |                                                                                                |                                     |
| Curazao                        | CUW    | Resumen Selección nacional Equipos | Confederación de Fútbol de Norte, Centroamérica y el Caribe | Federación de Fútbol de Curazao                            | Liga de Curazao (1921) |                                                                                                |                                     |
| Dominica                       | DMA    | Resumen Selección nacional Equipos | Confederación de Fútbol de Norte, Centroamérica y el Caribe | Federación de Fútbol de Dominica                           | Campeonato de fútbol de Dominica (1970)                                                                                        |                                                                                                |                                     |
| El Salvador                    | SLV    | Resumen Selección nacional Equipos | Confederación de Fútbol de Norte, Centroamérica y el Caribe | Federación Salvadoreña de Fútbol                           | Primera División (1969) | Copa Presidente (1999, 2005-2007)                                                              |                                     |
| Estados Unidos                 | USA    | Resumen Selección nacional Equipos | Confederación de Fútbol de Norte, Centroamérica y el Caribe | Federación de Fútbol de los Estados Unidos                 | Major League Soccer (1996) | Lamar Hunt U.S. Open Cup (1914)                                                                |                                     |
| Granada                        | GRN    | Resumen Selección nacional Equipos | Confederación de Fútbol de Norte, Centroamérica y el Caribe | Asociación de Fútbol de Granada                            | Liga de fútbol de Granada (1983)                                                                                               |                                                                                                |                                     |
| Guadalupe                      | GPE    | Resumen Selección nacional Equipos | Confederación de Fútbol de Norte, Centroamérica y el Caribe | Liga Guadalupense de Fútbol                                | División de Honor (1952) | Copa de Guadalupe (1941)                                                                       |                                     |
| Guatemala                      | GUA    | Resumen Selección nacional Equipos | Confederación de Fútbol de Norte, Centroamérica y el Caribe | Federación Nacional de Fútbol de Guatemala                 | Liga Nacional de Fútbol de Guatemala (1919)                                                                                    |                                                                                                |                                     |
| Guayana Francesa               | GYF    | Resumen Selección nacional Equipos | Confederación de Fútbol de Norte, Centroamérica y el Caribe | Liga de Fútbol de la Guayana Francesa                      | Campeonato Nacional (1962) | Copa de la Guayana Francesa (1959)                                                             |                                     |
| Guyana                         | GUY    | Resumen Selección nacional Equipos | Confederación de Fútbol de Norte, Centroamérica y el Caribe | Federación de Fútbol de Guyana                             | GFF Superliga (1990) | Copa Mayors (1999) KS Knockout Tournament (1990)                                               |                                     |
| Haití                          | HAI    | Resumen Selección nacional Equipos | Confederación de Fútbol de Norte, Centroamérica y el Caribe | Federación Haitiana de Fútbol                              | Ligue Haïtienne (1937) | Copa de Haití (1932)                                                                           |                                     |
| Honduras                       | HON    | Resumen Selección nacional Equipos | Confederación de Fútbol de Norte, Centroamérica y el Caribe | Federación Nacional Autónoma de Fútbol de Honduras         | Liga Nacional de Fútbol de Honduras (1964)                                                                                     | Copa de Honduras (1968-1998)                                                                   | Supercopa de Honduras (1996-1998)   |
| Islas Caimán                   | CAY    | Resumen Selección nacional Equipos | Confederación de Fútbol de Norte, Centroamérica y el Caribe | Federación de Fútbol de las Islas Caimán                   | Liga de las Islas Caimán (1980)                                                                                                | Copa FA de las Islas Caimán (1995)                                                             |                                     |
| Islas Turcas y Caicos          | TCA    | Resumen Selección nacional Equipos | Confederación de Fútbol de Norte, Centroamérica y el Caribe | Asociación de Fútbol de las Islas Turcas y Caicos          | WIV Liga Premier (1998) |                                                                                                |                                     |
| Islas Vírgenes Británicas      | VGB    | Resumen Selección nacional Equipos | Confederación de Fútbol de Norte, Centroamérica y el Caribe | Asociación de Fútbol de las Islas Vírgenes Británicas      | BVIFA Football League (2009)                                                                                                   |                                                                                                |                                     |
| Islas Vírgenes Estadounidenses | VIR    | Resumen Selección nacional Equipos | Confederación de Fútbol de Norte, Centroamérica y el Caribe | Federación de Fútbol de las Islas Vírgenes Estadounidenses | Campeonato de fútbol de las Islas Vírgenes Estadounidenses (1997) Liga de Saint Thomas (1995) Liga de Saint Croix (1968, 1997) |                                                                                                |                                     |
| Jamaica                        | JAM    | Resumen Selección nacional Equipos | Confederación de Fútbol de Norte, Centroamérica y el Caribe | Federación de Fútbol de Jamaica                            | Premier League (1973) | Copa de Jamaica (1991)                                                                         |                                     |
| Martinica                      | MTQ    | Resumen Selección nacional Equipos | Confederación de Fútbol de Norte, Centroamérica y el Caribe | Liga de Fútbol de Martinica                                | Campeonato Nacional (1919) | Copa de Martinica (1953) Trophée du Conseil Général (1997)                                     |                                     |
| México                         | MEX    | Resumen Selección nacional Equipos | Confederación de Fútbol de Norte, Centroamérica y el Caribe | Federación Mexicana de Fútbol                              | Primera División de México (1943)                                                                                              | Copa México (1907)                                                                             | Campeón de Campeones (1942-2006)    |
| Montserrat                     | MSR    | Resumen Selección nacional Equipos | Confederación de Fútbol de Norte, Centroamérica y el Caribe | Asociación de Fútbol de Montserrat                         | Campeonato de fútbol de Montserrat (1995)                                                                                      |                                                                                                |                                     |
| Nicaragua                      | NCA    | Resumen Selección nacional Equipos | Confederación de Fútbol de Norte, Centroamérica y el Caribe | Federación Nicaragüense de Fútbol                          | Primera División (1933) | Copa de Nicaragua (descontinuada)                                                              |                                     |
| Panamá                         | PAN    | Resumen Selección nacional Equipos | Confederación de Fútbol de Norte, Centroamérica y el Caribe | Federación Panameña de Fútbol                              | Liga Panameña de Fútbol (1988)                                                                                                 |                                                                                                |                                     |
| Puerto Rico                    | PUR    | Resumen Selección nacional Equipos | Confederación de Fútbol de Norte, Centroamérica y el Caribe | Federación Puertorriqueña de Fútbol                        | Liga Nacional de Fútbol de Puerto Rico (2009)                                                                                  | Torneo de Copa (2006)                                                                          |                                     |
| República Dominicana           | DOM    | Resumen Selección nacional Equipos | Confederación de Fútbol de Norte, Centroamérica y el Caribe | Federación Dominicana de Fútbol                            | Primera División (1970) |                                                                                                |                                     |
| Saint-Martin                   | SMT    | Resumen Selección nacional Equipos | Confederación de Fútbol de Norte, Centroamérica y el Caribe | Comité de Fútbol de las Islas del Norte                    | Campeonato de fútbol de Saint Martin (1970)                                                                                    |                                                                                                |                                     |
| San Cristóbal y Nieves         | SKN    | Resumen Selección nacional Equipos | Confederación de Fútbol de Norte, Centroamérica y el Caribe | Asociación de Fútbol de San Cristóbal y Nieves             | SKNFA Superliga (1980) | Copa Nacional de San Cristóbal y Nieves (2001)                                                 |                                     |
| San Vicente y las Granadinas   | VIN    | Resumen Selección nacional Equipos | Confederación de Fútbol de Norte, Centroamérica y el Caribe | Federación de Fútbol de San Vicente y las Granadinas       | NLA Premier League (2009) |                                                                                                |                                     |
| Santa Lucía                    | LCA    | Resumen Selección nacional Equipos | Confederación de Fútbol de Norte, Centroamérica y el Caribe | Asociación de Fútbol de Santa Lucía                        | División de Oro de Santa Lucía (1980)                                                                                          | FA Cup (1998)                                                                                  |                                     |
| Sint Maarten                   | SXM    | Resumen Selección nacional Equipos | Confederación de Fútbol de Norte, Centroamérica y el Caribe | Asociación de Fútbol de Sint Maarten                       | Campeonato de fútbol de Sint Maarten (1974)                                                                                    |                                                                                                |                                     |
| Surinam                        | SUR    | Resumen Selección nacional Equipos | Confederación de Fútbol de Norte, Centroamérica y el Caribe | Federación de Fútbol de Surinam                            | SVB-Hoofdklasse (1924) | Copa de Surinam (1992)                                                                         | Copa Presidencial de Surinam (1993) |
| Trinidad y Tobago              | TRI    | Resumen Selección nacional Equipos | Confederación de Fútbol de Norte, Centroamérica y el Caribe | Federación de Fútbol de Trinidad y Tobago                  | TT Pro League (1999) | Copa Trinidad y Tobago (1927) Copa de la Liga (2000)                                           |                                     |

## Oceanía
| País               | Abrev. | Información                        | Confederación                      | Asociación nacional                        | Competición(es) de liga                                                           | Competición(es) de copa        | Supercopa nacional         |
| ------------------ | ------ | ---------------------------------- | ---------------------------------- | ------------------------------------------ | --------------------------------------------------------------------------------- | ------------------------------ | -------------------------- |
| Fiyi               | FIJ    | Resumen Selección nacional Equipos | Confederación de Fútbol de Oceanía | Asociación de Fútbol de Fiyi               | Liga Nacional de Fútbol de Fiyi (1986)                                            |                                |                            |
| Islas Cook         | COK    | Resumen Selección nacional Equipos | Confederación de Fútbol de Oceanía | Asociación de Fútbol de las Islas Cook     | Primera División (1971)                                                           | Copa Islas Cook (1978)         |                            |
| Islas Salomón      | SOL    | Resumen Selección nacional Equipos | Confederación de Fútbol de Oceanía | Federación de Fútbol de las Islas Salomón  | S-League (2003)                                                                   |                                |                            |
| Nueva Caledonia    | NCL    | Resumen Selección nacional Equipos | Confederación de Fútbol de Oceanía | Federación de Fútbol de Nueva Caledonia    | Superliga de Nueva Caledonia (1950)                                               | Copa de Nueva Caledonia (1957) |                            |
| Nueva Zelanda      | NZL    | Resumen Selección nacional Equipos | Confederación de Fútbol de Oceanía | Asociación de Fútbol de Nueva Zelanda      | Campeonato de Fútbol de Nueva Zelanda (2004)                                      | Copa Chatham (1923)            | Charity Cup (2011)         |
| Papúa Nueva Guinea | PNG    | Resumen Selección nacional Equipos | Confederación de Fútbol de Oceanía | Asociación de Fútbol de Papúa Nueva Guinea | Liga Nacional de Fútbol de Papúa Nueva Guinea (2006) PNG Club Championship (1976) |                                |                            |
| Samoa              | SAM    | Resumen Selección nacional Equipos | Confederación de Fútbol de Oceanía | Federación de Fútbol de Samoa              | Liga Nacional de Samoa (1979)                                                     |                                |                            |
| Samoa Americana    | ASA    | Resumen Selección nacional Equipos | Confederación de Fútbol de Oceanía | Federación de Fútbol de Samoa Americana    | Liga de Fútbol FFAS (1981)                                                        |                                |                            |
| Tahití             | TAH    | Resumen Selección nacional Equipos | Confederación de Fútbol de Oceanía | Federación Tahitiana de Fútbol             | Primera División (1948)                                                           | Copa de Tahití (1938)          | Supercopa de Tahití (1995) |
| Tonga              | TGA    | Resumen Selección nacional Equipos | Confederación de Fútbol de Oceanía | Asociación de Fútbol de Tonga              | Primera División de Tonga (1969)                                                  | Copa de Tonga (1981-2004)      |                            |
| Vanuatu            | VAN    | Resumen Selección nacional Equipos | Confederación de Fútbol de Oceanía | Federación de Fútbol de Vanuatu            | Primera División de Vanuatu (1994)                                                |                                |                            |